# أف بي آي (مسلسل)
أف بي آي (بالإنجليزية: FBI)‏ هو مسلسل جريمة دراما أمريكي صدر على قناة سي بي إس في 25 سبتمبر 2018، المسلسل من بطولة ميسي برجريم، زيكو زكي، جيرمي سيستو، كوني نيلسن، سيلا وورد، ألانا دي لا غارزا وجون بويد.

## روابط خارجية
أف بي آي (مسلسل) على موقع IMDb (الإنجليزية)
- أف بي آي (مسلسل) على موقع ميتاكريتيك (الإنجليزية)
- أف بي آي (مسلسل) على موقع روتن توميتوز (الإنجليزية)
- أف بي آي (مسلسل) على موقع فيلمافينيتي (الإسبانية)
- أف بي آي (مسلسل) على موقع كينوبويسك (الروسية)
- أف بي آي (مسلسل) على موقع ألو سيني (الفرنسية)
- أف بي آي (مسلسل) على موقع قاعدة بيانات الفيلم (الإنجليزية)